# IC 5083
IC 5083 је елиптична галаксија у сазвјежђу Ждријебе која се налази на листи објеката дубоког неба у Индекс каталогу.
Деклинација објекта је + 11° 45' 50" а ректасцензија 21h 3m 51,5s. Привидна величина (магнитуда) објекта IC 5083 износи 14,2 а фотографска магнитуда 15,2. IC 5083 је још познат и под ознакама CGCG 425-38, PGC 66011.